# Wüstengoldspecht
Der Wüstengoldspecht (Colaptes chrysoides) ist eine Art aus der Unterfamilie der Echten Spechte (Picinae) und der Gattung der Goldspechte (Colaptes).

## Merkmale
Der Wüstengoldspecht zählt mit 29 Zentimetern zu den größeren Spechten. Sein Rücken und seine Flügel sind braun-schwarz gestreift, die weiße Brust ist schwarz-gefleckt. Darüber liegt ein breiter schwarzer Halsring. Das Männchen hat einen roten Streifen an seinem Schnabelansatz. Sein Verbreitungsgebiet grenzt an das des Goldspechts (Colaptes auratus). Das Hauptunterscheidungsmerkmal sind die Flügelunterseiten, die beim Wüstengoldspecht goldgelb und beim Goldspecht rot sind.

## Vorkommen
Der Wüstengoldspecht ist in der Sonorawüste im Südwesten der USA und Nordwest-Mexiko sowie auf der Halbinsel Niederkalifornien – außer deren nordwestlichen Region – verbreitet.
Er baut typischerweise seine Bruthöhle in Saguaro-Kakteen. Seine Nahrung besteht überwiegend aus Ameisen und anderen Insekten.

## Unterarten
Es sind vier Unterarten bekannt:
- C. c. mearnsi Ridgway, 1911[2] – Diese Subspezies ist im Südosten Kaliforniens über das zentrale und südliche Arizona bis in den Norden Sonoras verbreitet.
- C. c. tenebrosus van Rossem, 1930[3] – Diese Unterart ist im Norden von Sonora bis in den Norden von Sinaloa verbreitet.
- C. c. brunnescens Anthony, 1895[4] – Diese Unterart ist im nördlichen und zentralen Baja California verbreitet.
- C. c. chrysoides (Malherbe, 1852)[5] – Die Nominatform kommt im Süden von Baja California vor.